# Daily News (Sri Lanka)
Pour les articles homonymes, voir Daily News.
Le Daily News est un journal de langue anglaise au Sri Lanka. Il est maintenant publié par l'Associated Newspapers of Ceylon Limited (Lake House), une société d'État. Le journal, fondé par D. R. Wijewardena, a commencé à être publié le 3 janvier 1918.
Le journal actuel est écrit en grand format, avec des photographies imprimées en couleur et en noir et blanc. Les impressions en semaine incluent la section principale, contenant des nouvelles sur les affaires nationales, les affaires internationales, les affaires, l'analyse politique, les sports, les éditoriaux et les opinions. Chaque jeudi, un supplément gratuit est publié dans un journal à sensation intitulé "Wisdom". En outre, le Daily News fournit également The Sri Lanka Gazette en supplément tous les vendredis. Le rédacteur en chef actuel des nouvelles quotidiennes est Lalith Allahakkoon.
Depuis sa fondation, le Daily News est hébergé et imprimé dans le même bâtiment historique, adjacent au lac Beira, dans le quartier de Fort à Colombo.
Au cours de la crise constitutionnelle de 2018 au Sri Lanka, des fidèles de l'ancien président Mahinda Rajapaksa ont pris le contrôle du Daily News et évincé des journalistes qui étaient considérés comme des partisans du nouveau régime.